# Rasavci (Prijedor)
Pour les articles homonymes, voir Rasavci.
Rasavci (en serbe cyrillique : Расавци) est un village de Bosnie-Herzégovine. Il est situé sur le territoire de la ville de Prijedor et dans la république serbe de Bosnie. Selon les premiers résultats du recensement bosnien de 2013, il compte 874 habitants.

## Géographie
Le village est situé au bord de la rivière Sana, un affluent droit de l'Una ; son territoire est traversé par deux petits affluents de la Sana : la Kostajnica et la Vranjska rijeka.

## Démographie

### Évolution historique de la population dans la localité
| 1948 | 1953 | 1961  | 1971  | 1981  | 1991  | 2013 |
| ---- | ---- | ----- | ----- | ----- | ----- | ---- |
| -    | -    | 1 247 | 1 172 | 1 066 | 1 051 | 874  |

|  |

### Communauté locale
En 1991, la communauté locale de Rasavci comptait 1 621 habitants, répartis de la manière suivante :